# Cecilia Carranza Saroli
Cecilia Carranza Saroli (ur. 29 grudnia 1986 w Rosario) – argentyńska żeglarka sportowa, złota medalistka olimpijska z Rio de Janeiro.
W 2016 zdobyła złoty medal olimpijski w rywalizacji w klasie Nacra 17, partnerował jej Santiago Lange. Wspólnie sięgali po srebro i brąz mistrzostw świata, odpowiednio w 2014 i 2018. Brała udział w dwóch wcześniejszych igrzyskach (IO 08, IO 12) startując w klasie Laser Radial. W 2011 zdobyła złoto igrzysk panamerykańskich w tej konkurencji.